# Побережківська сільська рада
| Побережківська сільська рада — колишній орган місцевого самоврядування у Богуславському районі Київської області з адміністративним центром у с. Побережка. Водоймища на території, підпорядкованій даній раді: р. Тікич. Сільській раді підпорядковані населені пункти: - с. Побережка - с. Закутинці - с. Красногородка - с. Софійка |

## Склад ради
Рада складається з 16 депутатів та голови.

### Керівний склад ради
| ПІБ                            | Основні відомості                                                                | Дата обрання | Дата звільнення |
| ------------------------------ | -------------------------------------------------------------------------------- | ------------ | --------------- |
| Євтушенко Володимир Васильович | Сільський голова, 1967 року народження, освіта, член Української Народної Партії | 26.03.2006   | 31.10.2010      |
| Пушкар Володимр Миколайович    | Сільський голова, 1960 року народження, освіта вища, безпартійний                | 31.10.2010   |                 |

Примітка: таблиця складена за даними джерела